# M.A.G.U.S.
A M.A.G.U.S. egy, az 1993-as, első kiadása óta nagy magyarországi népszerűségnek örvendő, magyar fejlesztésű szerepjáték a Valhalla Páholy gondozásában. Többször átdolgozott és kiegészítőkkel bővült játékrendszere a 100 oldalú (fiktív) dobókockára (röviden: k100) épül, eltekintve a 20 oldalút használó 2004-es kiadású Alapkönyvtől. Az egyebek között emberek, orkok, törpék és elfek lakta komplex fantáziavilága, Satralis, azon belül is elsősorban Ynev kontinense számos – a játékot támogató céllal íródott – regényben és novellában köszön vissza. Társas és gyűjtögetős kártyajáték változata is készült.

## A játék elnevezése
A M.A.G.U.S. egy mozaikszó, feloldása: Miracle Adeptia Guns Urrus Sorrate. Ez a játék világában egy északi kolostor, amelyben a kalandozók tetteit jegyzik. Innen ered a játék alcíme: Kalandozók Krónikái.

## A karakterek
A M.A.G.U.S. karaktereinek leírására négy fő sablont használ: minden játékos karakternek van kasztja, faja, jelleme és kora; ezekből vezethetőek le a karakter számszerűsíthető értékei és alapvető beállítottsága. Ezt árnyalja tovább az úgynevezett előtörténet, amely a karakter eddigi életútját foglalja össze, leírja családi környezetét, eredetét és megtalálhatóak benne azon sorsdöntő események, amelyek egy adott kaszt és jellem felé terelték személyiségét. Ezt alapvetően játékos írja meg és a kalandmester azt jóváhagyja vagy – hogy a játék egyensúlyát megtartsa – javításokat eszközöltet rajta. Különleges esetekben az előtörténet bizonyos eseményeit a kalandmester lejátszatja a játékossal, mielőtt az használatba vehetné karakterét. Az olyan játékmódokban, ahol az előtörténet a harcközpontúság miatt annyira nem hangsúlyos, annak megírásától a kalandmesterek és a játékosok általában eltekintenek; ilyenek például a viadal- és gladiátorjátékok. A hosszú játékokban azonban fontos szerepet kap a személyiség és az emberi kapcsolatok, így az előtörténet nem elhagyható. Az úgynevezett életút-játék karakterei a szokásosnál jóval összetettebbek, leírásuk több tíz, esetenként száz oldal – egy átlagos történet azonban nem több 2-8 oldalnál. Az előtörténetnek szigorúan része a karakter kora: a leírt életútnak arányban kell azzal állnia. A rendszer öt életkorszakot különböztet meg, s a felnőtt kivételével mind módosító hatással van a karakter játéktulajdonságaira.
A karakter számszerűsíthető értékeinek meghatározása – a képzettségek kivételével – a karakteralkotás folyamán kockadobásokkal történik.

### Kasztok
A kaszt a játékrendszerben alapvetően a karakter foglalkozás(csoportj)át, illetve – az alapképzettségek és az úgynevezett képzettségpontok hozzárendelésén keresztül – fejlődési lehetőségeit határozza meg. A karakteralkotás során megszabja továbbá a kockadobások menetét, kizár bizonyos fajokat, esetleg előírja a leendő JK nemét. Minden karakternek van legalább egy kasztja, s bizonyos megkötésekkel, ha nem áll fenn összeférhetetlenség, akkor ez kettőre bővíthető. Ez az úgynevezett ikerkasztúság. A karakter életútja folyamán valamilyen erőteljes behatásra felhagyhat addigi kasztjának ápolásával és más kasztba térhet, de ezzel veszít eredeti kasztjából eredő képességeiből: ez a váltottkasztúság. Ikerkasztúság esetén az egyes kasztok szintjén külön zajlik a szintlépés, vagyis mindkét kasztnál külön el kell érni a szükséges tapasztalati pontokat a fejlődéshez, s ez a későbbiekben halmozódó hátrányokat jelent a többi játékossal szemben. Ezzel az ikerkasztból adódó előnyöket szeretnék kompenzálni a játékegyensúly érdekében. Váltottkasztúság esetén a korábbi kaszt egy korábbi szintre esik vissza és megreked a fejlődésben, s az új kaszt az első szintről indul. A képzettségpontok felhasználásával a karakter felvehet további képzettségeket, így akár másik foglalkozást is, de ez nem jelenti azt, hogy másik kasztba lépett volna.
Az Első Törvénykönyv öt főkasztot és összesen tizennégy alkasztot különböztetett meg, amit a kiegészítők később tovább bővítettek. A 2004-es kiadás a megszokott rendszert átvariálta.

#### Az Első Törvénykönyv rendszere
A harcos főkaszt a harcot, háborút foglalkozásként űzők gyűjtőfogalma. Azonos nevű alkasztja a legnagyobb fejlődési rugalmasságú a játékban, így a legszerteágazóbb lehetőségeket rejtő is, ezzel együtt a legnépesebb és a legközönségesebb csoport. A gladiátorok a mások szórakoztatása végett porondra lépő, míg a fejvadászok származásuk (előtörténetük) miatt rendkívül kötött, de jó lopakodó és egyéb különleges képezettségekkel bíró harcosok. Utóbbiak szellemiségbeli ellentéte a lovag, a középkorból jól ismert lovas harcmodort folytató harcos.
A szerencsevadász főkaszt alkasztjai a „közönséges” tolvaj, illetve az ugyanezen foglalkozást általában nemesebb körökben, intrikával űző bárd, aki emellett az illúzióvarázslatokat is használ.
A papi főkaszt magában foglalja a lelki pásztorként, térítőként és isteni szolgálóként ténykedő papokat, továbbá a paplovagokat, akik a papi és a lovagi virtusokat ötvözik.
A harcművész főkaszt a harcot művészetként űzők csoportja; akik a pszi energiák fölhasználásával sokszorozzák meg saját képességeiket. Maga a harcművész több fegyver forgatásában járatos, mégis elsősorban puszta kézzel-lábbal küzd. A másik alkaszt, a kardművész a slan kard (katana) mestere.
A varázshasználó főkaszt tagjai az intrikával és bűbájjal élő boszorkányok, a velük össze nem keverendő, sötét mágiával foglalkozó boszorkánymesterek, illetve a varázslók és a tűzvarázslók.

#### A Második Törvénykönyv kiegészítései
- Dzsad papok

A három főbb dzsad isten papjainak első kidolgozása, később, a Papok, Paplovagok Kézikönyve – I. kötetében részletesebben tárgyalják őket.
- Dzsah-pap – A polgárok istenének letelepedve élő papjai – itt még NJK kaszt.
- Doldzsah-pap – A tolvajok és katonák istenének – legtöbbször ezen kasztokból kikerülő – papjai, a társadalom, és kasztjuk megbecsült tagjai.
- Galradzsa pap – A kalandozók és utazók, kereskedők istenének papjai, közéjük a letelepedve élő dzsad papok, sokszor vezető papok, valamint a vándorló dervisek tartoznak.
- Sámán

A déli pusztákon élő nomádok (itt külön emberfajta) varázshasználó, vezető rétege. Hitük és mágiájuk túlvilági patrónusokhoz, szellemekhez és démonokhoz köti őket.
- Szerzetes

A szerzetesek bizonyos istenek szolgái, a papoknál alacsonyabb rangban vannak. Elveik szerint tökéletes uralmat igyekszenek megvalósítani saját testük és elméjük felett, hatalmuk ritkán terjed ezen túl.
- Benignus-rendi szerzetes – Shadon legjelentősebb szerzetesrendjének tagja. A gonosz, a démonok elleni harc tartópilléreinek is tekinthetők.
- Pyarronita-rendi szerzetes – Ó-Pyarron városának pusztulásával, annak romjain létrejött szerzetesrend, mely a Pyarroni istencsalád valamennyi tagját egyszerre szolgálja (kivéve természetesen a kitaszított Orwellát) és az egyszerű életet követi, vallva, a fényűzés okozta a Szent Város vesztét.
- Tűzvarázsló

Az Első Törvénykönyv tűzvarázslóját bontja (5. Tsz fölött) három irányzatra ez a fejezet, és részletesen ír a renegátokról is.
- Főnixek – Lényegében Sogron paplovagjainak tekinthetők, noha valójában nem lovagok, ám mágiával támogatott, fanatikus és fegyelmezett védelmezői ők a Tűzkobrának.
- Tűz táplálói – Sogron szerzetesei ők, letelepedve élnek, a templomokat gondozzák. (játéktechnikailag nem számít szerzetesnek!)
- Ordani Lángőrök – Az Ordani rend katonái ők.

#### Az Alapkönyv által bemutatott újabb rendszer
Az új kiadásban ezt a rendszert kicsit átalakították. Az Alapkaszt kifejezés új értelmet nyert: itt ezek a nagyobb egységek, egyfajta általános foglalkozásként foghatóak fel. A kisebb, szűkebb egységeket a Kalandozó-kasztok alkotják, ezek egyfajta specializálódást segítenek elő. Négy alapkaszt és tizennégy kalandozókaszt különül el. Egyes Kalandozó-kasztok, mint például a Kegyeltek, több típusra bomlanak. Ezekkel együtt tizenhét játszható alkaszt létezik.
- Alapkasztok
  - Fegyverforgató – A legnépesebb kaszt Yneven. Sokféle kalandozó tartozik ide. A név is sugallja: a fegyverek használatára helyezi a hangsúlyt.
  - Szerencsevadász – Tolvajok, rablók és gyilkosok. A szerencsevadász kaszt az alvilág figuráinak, és a szűk utcák árnyainak ad otthont.
  - Novícius – A varászhasználók és tudós fők alapkasztja. Testiekben gyengék, lélek és szellem dolgában viszont bárkinél magasabban állnak.
  - Arisztokrata – A nemesi családok sarjai tartoznak ide, akik kényszerből, vagy önszántukból kalandozásra adták a fejüket.
- Kalandozó-kasztok
  - Bajvívó – Legtöbbször nemesi származású fegyverforgatók, akik nem a csaták vérgőzös térségein, hanem a nemesi udvarok báltermeiben bizonyítják rátermettségüket és ügyességüket szigorú szabályok szerint vívott párviadalokban.
  - Barbár – A keleti barbárok veszett hírű, bika erejű harcosai. Félelmetes ellenfelek, kitartásuk és akaraterejük határtalan. Egyenesen törnek céljuk felé, nem riadnak meg semmilyen akadálytól. Gyűlölik a mágiát, művelőit gyávának tartják.
  - Bárd – Dalnokok, akik a fény és a hangok mágiájához épp olyan jól értenek, mint az átveréshez, és a nemes hölgyek és -urak szívének meghódításához.
  - Boszorkány – Gyönyörű és gátlástalan nők, akik nem rettennek vissza semmitől, ha azzal nagyobb hatalmat nyerhetnek a férfiak és a világ felett. Méregkeverők és csábítók, akikkel egyetlen épelméjű férfi sem kívánhat többet üzleti kapcsolatnál. A szabályok értelmében csak nők lehetnek tagjai.
  - Boszorkánymester – A sötét praktikák és a fekete mágia beavatottjai, villámvarázslók, halottidézők és méregkeverők. Ha kell késelnek, lopnak, hazudnak vagy éppen járványt idéznek elő, ha érdekeik éppen úgy kívánják.
  - Fejvadász – Tökéletes gyilkosok, akiket egész életükben az ölés különböző módjaira képeztek ki. Rejtőzködnek, hátulról támadnak, vagy éppen besurrannak az őrök között, majd dolguk végeztével épp oly nesztelenül távoznak. Ők a tökéletes gyilkológépek, de klánjuk lekorlátozza mozgásukat a nagyvilágban.
  - Gladiátor – Az arénák szálas izmú, ünnepelt harcosai, a hírnév a mindenük. Vannak köztük szabadok és rabszolgák, de abban mind megegyeznek, a győzelem táplálja bennük az élet szikráját.
  - Harcos – A legváltozatosabb képet mutató fegyverforgató kaszt, éppúgy ide tartoznak a katonák közül kikerült kalandozók, mint a magukat képző kóbor fegyveresek.
  - Kegyeltek
    - Pap – Papok és próféták akik istenük parancsait követve járják a nagyvilágot, és közvetítenek a hívek és a hatalmasság között. Gyógyítanak, és az uruk segítségét kérik ha harcra kerül sor, fohászaikkal csodák végrehajtását kérik istenüktől.
    - Paplovag – Félelmetes harcosok, akik páncélzatba öltözve, és istenük hatalmával megtámogatva pusztítanak az ellenség sorai között. Kisebb a hatalmuk mint a papoké, de ezt ellensúlyozzák közelharci tudásukkal.
    - Lovag – Vértes harcosok, a lovas harcmodor mesterei. Hatalmas fegyvereik, és roppant testi erejük átlagon felüli tudattal párosul. Főként nemesek közül kerülnek ki.

  - Pszi-adeptus – Az elme harcosai, a pyarroni titkosszolgálat emberei. A szellem energiáit hasznosítják, így természetfeletti dolgokat képesek véghezvinni. Letisztult elme, és hideg vér jellemző rájuk.
  - Slanek
    - Harcművész – Niare, Enoszuke és Tiadlan pusztakezes harcosai, akik emberfeletti gyorsaságukról és sziklakemény öklükről híresek. Testük mellett szellemük energiáit is hasznosítják, bár közel sem olyan eredményesen, mint az adeptusok.
    - Kardművész – Az előzőtől csak annyiban különböznek, hogy a kezük helyett tradicionális Slan-kardjukat használják a harcban.

  - Tolvaj – Lopnak, csalnak, hazudnak és késelnek az áhított anyagi javak megszerzése érdekében. Alattomosak és rendkívül ügyesek. Szinte bárhová bejutnak.
  - Tűzvarázsló – A tűz mágiájára specializálódott varázshasználó, manipulálja, teremti, és felhasználja a lángokat.
  - Varázsló – Hatalmas mágusok, akik a mana energiáját akaratuk szerint szabják és rendezik át, hatalmukat Ynev-szerte rettegik és tisztelik.

### Fajok
A játékosok számára csak meghatározott humanoid fajok érhetőek el; a játékrendszer emberalapú, minden faj leírása ehhez viszonyul. Míg az emberek számára minden kaszt nyitott, a fajok többsége egynémely űzésére képtelen. Nem ember fajú lénynél a karakteralkotás során a kaszt szerint kidobott értékeket az úgynevezett faji módosítók korrigálják.
A játékvilág legközönségesebb, de csak újólag elterjedt faja az ember, mellettük számos úgynevezett faj él. Egyike ezeknek a – nem utolsósorban az ember miatt – visszaszorulóban levő, illetve egyre csökkenő jelentőséggel bíró faj az elf; egyedei az embernél alkatilag magasabbak és törékenyebbek, ám jóval ügyesebbek, kiváló íjászok, hosszú életűek és a természettel rendszerint kifejezett harmóniában élnek – ebből eredően általában élet és rend jelleműek. Nem önálló faj, bár a játékrendszerben ekként jelenik meg e kettő keveréke: a félelf. Adottságaik a két faj közöttiek, s egyedeikre jellemzőek a beilleszkedési zavarok. A törpe egy csak az északi részeken élő, bevándorolt, általában föld alatti életmódot folytató faj – ennek folytán kiváló tájékozódási képességekkel rendelkezik a felszín alatt, felépítése zömök, nagy hányaduk pedig az építészet területén helyezkedik el, de legalábbis jártas benne. Az orkok az ember és a farkas mágikus keverékeként, egy tébolyult istennő tevékenysége révén jöttek létre; irtózatos erejük általában csekély intelligenciával párosul, általánosan kiközösítettek, élethosszuk rendszerint rövid, s társadalmi hierarchiájukban a farkasok egyenértékűek magukkal az orkokkal. Ellentétüket képezik az emberek között szolgálóként élő, emberi mágiával „nemesített”, alantasabb létükkel tisztában levő, s éppen ezért melankolikus udvari orkok. A két „faj” annyira megveti a másikat, hogy keveredés közöttük nem fordul elő. Az ember által átszőtt új világrendbe leginkább beilleszkedett ősfaj a törpéknél is kisebb termetű, ám kimagasló intelligenciával megáldott gnóm. A dzsenn egy a sivatagos területeken élőforduló, kivételes mágikus képességekkel bíró, szintén az emberekkel elvegyülve élő ősfaj; ellentétben az eredendően gonosz, hibátlan külsejű, mindig kék szemű amundokkal. A khálok két lábon járó, félelmet a szó szoros értelmében nem ismerő, macskaszerű lények; a játék világában csak egy kis völgyben élnek, a játékos karakterek minden esetben az onnan kitaszítottak közül valók. A játékrendszer külön fajként kezeli továbbá még a kyr-vérűeket és a wiereket, habár lényegében mindkettő ember: a kyrek azonban hosszabb életűek és fehéres-szürkés hajúak, míg a wierek vérivók. A karma a wier kapcsán merülhet fel, mivel a wier lét az előző életben elkövetett súlyos bűnök következménye. Az utódfajok mellett még van sok más, nagyon ritka, de annál rettegettebb varázshatalommal bíró úgynevezett ősfaj, aquir is él, de velük szerencsére csak ritkán lehet találkozni.
Az Első Törvénykönyvben még csak az ember, az udvari ork, a törpe, az elf és a félelf jelent meg játszható fajként, a többit a későbbi kiadványok hozták be vagy tették választhatóvá.

### Jellem
A karakter az élethez és a rendhez való viszonyát, ezáltal viselkedését alapvetően meghatározza a jellem. Egy karakternek legalább egy és legfeljebb kettő, egymással nem ellentétes jelleme lehet. A cselekedeteket a jellem határozza meg és nem fordítva. Kétjellemű karakterek esetén meg kell határozni az elsődleges jellemet, amely kérdéses esetben dominál. A jellemnek ellentmondó cselekedetek a kalandmester belátása szerint úgynevezett jellemtorzulással, illetve a karakter képességeinek torzulásával járnak. A két jellempár az élet és a halál, illetve a rend és a káosz.

## Világ
A M.A.G.U.S. Yneven játszódik, egy kitalált kontinensen, Satralis bolygóján. Két másik kontinens, Calowyn és Anvaria is helyet kap ezen a bolygón, de ezekre a földekre igen ritkán téved kalandor. Satralis bolygójának két holdja – egy vörös és egy kék – van. A vörös hold Ynevről nézve éjközép előtt, míg a kék hold éjközép után bukkan fel az égen. Satralis bolygója 20 óra alatt fordul körbe teljesen a tengelye körül, így egy ynevi nap 20 órából áll. Számos ország kap helyet Ynev kontinensén, melyek mind-mind különlegesek a maguk nemében. A kontinens hatalmas, több mint egymillió négyzetkilométeren terül el, számos tenger és öböl tarkítja partvonalát, hegységek és hegységrendszerek húzódnak szerte Yneven. Északot és Délt a Sheral-hegység választja el, melyen gyalogszerrel vagy lovon -egyszóval mágia nélkül- rendkívül nehéz átjutni. Azonban megkerülhető, keletről a fahéjúton, mely egy nagyon régi kereskedelmi útvonal, nyugatról pedig az ordani hágón keresztül, melyet az ott átmenő kereskedelmi útvonal és Ordan városa által nyújtott biztonság tesz kedvelté.
Ynev és Satralis méreteiről, valamint a kontinens és a bolygó népességéről számos, egymásnak ellentmondó adat jelent már meg a M.A.G.U.S. története során; a fenti ismertetés a legelső, eredeti koncepció mérőszámait tartalmazza.
A világkép merített az ókori görög-római és a hindu világból. Például a négy elem az ókori görögökre utal. A lelkek egy nagyon alacsony szinttől kezdve lélekvándorlással fejlődnek, előbb növények, majd állatok, aztán humanoid fajok egyedei lesznek. Még tovább fejlődve több hatalommal rendelkező lények, mágusok, sárkányok vagy aquirok lehetnek. Az istenek előjoga, hogy beleszóljanak a lélekvándorlásba; ha ilyenre halandók vetemednek, akkor az feketemágiának számít. Egy lélek akkor számít kárhozottnak, ha kiszakad a reinkarnációs körforgásból, és nem valamelyik isten saját világában van. A világban sok humanoid faj él, de az ember a domináns. A technikai szint az ókori és a középkori keveréke, a társadalmi berendezkedésben és a tudományban a 18. század idejéig sok mindent bevesznek. A legtöbb varázshasználó kaszt mágiája betanult mozdulatokat, szavakat és egyéb összetevőket használ, ezek egyikét sem hagyhatják el. Ezzel szemben a varázsló tudományos alapon űzi a varázslást is, varázslatait kisebb egységekből, mozaikokból rakja össze. Azonban még ez is halvány utánzata annak, amire a régi korok nagy mágusai képesek voltak. A rendszer nem memorizálós, hanem a rendelkezésre álló mana korlátozza, hogy a varázshasználó mit és hányszor varázsolhat, mielőtt újra fel kell töltődnie. A papok, paplovagok szakrális mágiát használnak, így az istenek hatalma nyilvánvaló; mégis akadnak ateisták, akik tagadják, hogy az istenek beleszólnak a világ alakulásába.
A játékosok sokat panaszkodnak a világkép következetlenségeire és ellentmondásaira.

## Kiadványok
A játékhoz tartozó kiadványok sokáig a Valhalla Páholy kiadó gondozásában jelentek meg. Sok egymásnak ellentmondó, egymás mellett nem mindig alkalmazható szabály jelent meg, köszönhetően a játék szabályainak kiadványonként eltérő értelmezésének, illetve a RÚNA magazinban és az egyes kiegészítőkben megjelentetett szabályértelmezéseknek és új adalékoknak, kiegészítéseknek. A helyzetet tovább rontotta az egyes regényekben szereplő képességek, lények hiányos integrációja a szabályokba. A M.A.G.U.S. jogvédett tartalmai a mai napig különböző kiadók, cégek tulajdonában van, amelyek közül mindegyik megjelentet saját készítésű kiadványokat és újranyomásokat. Bizonyos regények az alapító írók által létrehozott Ronin, illetve a külsős Inomi kiadók égisze alatt jelentek meg, de a legújabb regények a Delta Vision és Tuan kiadók tulajdonában vannak. Több más szervezet, például a Szürkecsuklyások és a Gameskút Kft., is kiad(ott) anyagokat a játékhoz ezek nem mindig könyv formátumban kerültek forgalomba (Ynev falitérkép, Toroni viadal társasjáték, M.A.G.U.S. kártyajáték).

### Szabálykönyvek, kalandmodulok

#### Alap szabálykönyvek
Az alap szabálykönyv az a kiadvány, ami egy adott szerepjáték alapszabályait tartalmazza. Általában két típusuk létezik. Az egyik – mint amilyen a M.A.G.U.S. is – amikor egy kötet tartalmazza a játékosok és a kalandmesterek számára az összes szükséges információt. A másik pedig az, amikor a játékosoknak és a kalandmestereknek külön kötetben jelennek meg ezek az információk (pl. Dungeons & Dragons).

A M.A.G.U.S.-hoz első kiadása óta az eredetin kívül további négy szabályrendszer is megjelent, ezek az eredetitől eltérő szabályokat tartalmaznak. Az öt különböző rendszer egymással nem kompatibilis. Az Új Tekercsek, az Alapkönyv és az Új Törvénykönyv az eredetitől és egymástól eltérő mágia, képzettség és pszi rendszert alkalmaznak, ahogy sok más lényeges eltérés is található közöttük. A Summarium eredetileg háromkötetesre tervezett szabálykönyveiből csak az első kötet jelent meg, amely a fajok és Ynev történelmével foglalkozik, továbbá helyet kapott benne az egyes fajokhoz tartozó különleges kasztok és mágia ismertetése.
Alap szabálykönyvek listája
| Cím                                                   | Eredeti megjelenés | Rendszer rövid leírása | Kiadás(ok)                                                                    |
| ----------------------------------------------------- | ------------------ | --- | ----------------------------------------------------------------------------- |
| Kézikönyv kalandozóknak és útmutató kalandmestereknek | 1993               | Az eredeti k100-as alapú rendszer, a képzettségekben két szintet (Alap- és Mesterfok), illetve százalékos képzettségeket különböztet meg. | ISBN 963-7632-28-X (1993) ISBN 963-8353-10-4 (1993) ISBN 963-8353-49-X (1994) |
| Summarium (befejezetlen)                              | 1996               | A k100-as, eredeti rendszer második változata, öt fokozatú képzettségrendszerrel, egy kicsit eltérő karakteralkotással.                   | ISBN 963-9039-13-6                                                            |
| Első Törvénykönyv                                     | 1997               | Az első kiadással azonos, javított rendszer.                                                                                              | ISBN 963-9039-30-6 (1997) ISBN 963-9238-27-9 (2001)                           |
| Új Tekercsek                                          | 1999               | A k100-as, eredeti rendszer harmadik változata, öt fokozatú képzettségrendszerrel, eltérő karakteralkotással.                             | ISBN 963-9238-06-6                                                            |
| Alapkönyv                                             | 2004               | k20-as változat. | ISBN 963-86435-4-4                                                            |
| Új Törvénykönyv                                       | 2007               | A k100-as, eredeti rendszer negyedik változata, attól eltérő képzettség és karakteralkotási rendszerrel.                                  | ISBN 978-963-87672-1-9                                                        |
| Első Törvénykönyv (Gyűjtői kiadás)                    | 2023               | Az eredeti Első Törvénykönyv változatlanul, de színes grafikákkal, és hibajavításokkal.http://www.deltavision.hu/magus-elso-torvenykonyv/ | ISBN 978-963-395-440-9                                                        |

#### Kiegészítő szabálykönyvek
A kiegészítők minden esetben arra hivatottak, hogy az alapjátékot színesebbé, a választási lehetőségeket bővebbé tegyék. Egyes kiegészítők (pl. Bestiárium) szörnyeket és azok játékbeli adatait tartalmazza, mások (pl. Harcosok, Gladiátorok, Barbárok) új játszható kasztokat írnak le. Vannak olyan kiegészítők is (pl. Második Törvénykönyv), amik a játék majdnem minden eleméhez adnak hozzá.
| Cím                                                                      | Eredeti megjelenés | Melyik rendszerhez         | Kiadás(ok)                                                                    |
| ------------------------------------------------------------------------ | ------------------ | -------------------------- | ----------------------------------------------------------------------------- |
| Bestiárium                                                               | 1994               | Eredeti, Első Törvénykönyv | ISBN 963-8353-54-6 (1994) ISBN 963-9039-09-8 (1996) ISBN 963-9238-28-7 (2000) |
| Második Törvénykönyv                                                     | 1995               | Eredeti, Első Törvénykönyv | ISBN 963-9007-32-3                                                            |
| Harcosok, Gladiátorok, Barbárok                                          | 1995               | Eredeti, Első Törvénykönyv | ISBN 963-8529-17-2                                                            |
| Titkos Fóliáns                                                           | 1999               | Eredeti, Első Törvénykönyv | ISBN 963-9238-08-2                                                            |
| Papok, Paplovagok Kézikönyve – I. kötet – A pyarroni és a dzsad vallás   | 1999               | Eredeti, Első Törvénykönyv | ISBN 963-85932-1-0                                                            |
| Papok, Paplovagok Kézikönyve – II. kötet – Egyistenhitek és a kyr vallás | 1999               | Eredeti, Első Törvénykönyv | ISBN 963-85957-2-8                                                            |
| Örökség                                                                  | 2003               | Eredeti, Első Törvénykönyv | –                                                                             |
| Új Bestiárium                                                            | 2008               | Új Törvénykönyv            | ISBN 978-963-88129-1-9                                                        |

##### Segédletek
Ezek a kiadványok – a kiegészítők egy speciális csoportja – általában a karakteralkotáshoz és a játék közben a játéktechnikai kérdésekben nyújt gyors segítséget azzal, hogy az ide vonatkozó részletek tömören, sűrítve tartalmazza, néha csak a szükséges táblázatokat. Akkor lehet hasznos, ha a játékosok a játékot már jól ismerik, csak a pontos adatokat nem ismerik.
| Cím                  | Eredeti megjelenés | Melyik rendszerhez         | Kiadás(ok)                                                                                               |
| -------------------- | ------------------ | -------------------------- | --- |
| Készlet játékosoknak | 1994               | Eredeti, Első Törvénykönyv | (a katalógusokban formailag hibás ISBN-nel szerepel) ISBN 963-8355-22-8 (1994) ISBN 963-9039-40-3 (1998) |
| Játékosok készlete   | 1996               | Eredeti, Első Törvénykönyv | ISBN 963-9039-06-3                                                                                       |

##### Világleírások
A világleírás a kiegészítők egy másik speciális csoportja. Ezzel a jelzővel azokat a köteteket szokás illetni, melyek a játék alapjául szolgáló világot, vagy annak egy részét mutatja be, egy-egy birodalom történelmét, a jelenben elfoglalt helyzetét, politikáját tartalmazza.
| Kötet címe                               | Kiadás éve | Kiadás                 |
| ---------------------------------------- | ---------- | ---------------------- |
| Geofrámia kivonatok: Enoszuke            | 2002       | ISBN 963-204-465-7     |
| Geoframia                                | 2004       | ISBN 963-86435-1-X     |
| Népek és birodalmak: Toron               | 2008       | ISBN 978-963-9890-05-3 |
| Népek és birodalmak: Az Északi Szövetség | 2009       | ISBN 978-963-9890-52-7 |

#### Kalandmodulok
A kalandmodulok olyan kiadványok, melyek egy vagy több előre elkészített kalandot, vagy kalandvázat tartalmaznak. Ezekben a főbb szereplők és helyszínek általában részletesen kidolgozásra kerülnek, valamint a kisebb fontosságú események is kifejtésre kerülnek.
| Kötet címe          | Kiadás éve | Kiadás             |
| ------------------- | ---------- | ------------------ |
| A démon átka        | 1994       | ISBN 963-8353-42-2 |
| A kísértetjárta ház | 1994       | ISBN 963-8353-32-5 |
| Láplidérc           | 1994       | ISBN 963-8353-51-1 |
| Ynevi kóborlások    | 1998       | ISBN 963-9039-35-7 |
| Ynevi kalandozások  | 2000       | ISBN 963-9238-19-8 |

### Regények, novellák
Az írók a 90-es évek divatjának megfelelően külföldi álneveken írtak. Ezek a regények kifejezetten azzal a céllal íródtak, hogy megteremtsék a játék hátterét.

#### A játék világának alapjául szolgáló regények
Ynev világát Wayne Chapman két műve alapozta meg, mivel e két művet adták ki az első szabálykönyv megjelenése előtt.
| Cím             | Sorozat                    | Szerző        | Eredeti megjelenés | Kiadások |
| --------------- | -------------------------- | ------------- | ------------------ | --- |
| A Halál havában | Tier nan Gorduin ciklus 1. | Wayne Chapman | 1990               | ISBN 963-7519-14-9 (1990) ISBN 963-8353-13-9 (1994) ISBN 963-8193-15-8 (2002) ISBN 978-963-9679-79-5 (2008) |
| Észak lángjai   | Tier nan Gorduin ciklus 2. | Wayne Chapman | 1992               | ISBN 963-7632-02-6 (1992) ISBN 963-8353-64-3 (1995) ISBN 963-8193-16-6 (2002) ISBN 978-963-9679-80-1 (2008) |

#### Klasszikus regények, antológiák és novelláskötetek
Ebbe a kategóriába tartoznak azok a Valhalla Páholy gondozásában megjelent kötetek, melyek ugyan az alapszabálykönyv megjelenése után jelentek meg, de mára kanonizáltan ezekből a művekből merítették Ynev világát és történelmét.
| Cím                             | Sorozat                       | Szerző                 | Eredeti megjelenés | Kiadás(ok) |
| ------------------------------- | ----------------------------- | ---------------------- | ------------------ | --- |
| Acél és oroszlán                | Geor dar Khordak ciklus 1.    | Raoul Renier           | 1994               | ISBN 963-8353-35-X (1994) ISBN 963-9238-48-1 (2002) ISBN 978-963-9679-83-2 (2008)                                                                              |
| Két hold                        | –                             | Wayne Chapman          | 1994               | ISBN 963-8353-55-4 (1994) ISBN 963-8193-17-4 (2002) ISBN 978-615-5314-84-1 (2013)                                                                              |
| A renegát                       | –                             | Dale Avery             | 1995               | ISBN 963-85406-1-3 (1995) ISBN 963-85932-9-6 (1999) ISBN 978-963-87672-0-2 (2007) ISBN 978-963-3954-62-1 (2024-09-25)                                          |
| Farkasének                      | Beriquel-ciklus 1.            | Ryan Hawkwood          | 1995               | ISBN 963-85475-3-7 (1995) ISBN 963-9238-42-2 (2001) |
| Korona és kehely                | Geor dar Khordak ciklus 2.    | Raoul Renier           | 1995               | ISBN 963-85291-8-0 (1995) ISBN 963-9238-49-X (2002) ISBN 978-963-9679-86-3 (2009)                                                                              |
| Shadoni krónika                 | –                             | Martin Clark Ashton    | 1995               | ISBN 963-8353-70-8 |
| Sötét zarándok                  | Airun Al-Marem ciklus 1.      | Ray O'Sullivan         | 1995               | ISBN 963-85406-3-X (1995) ISBN 963-9238-37-6 (2001) ISBN 978-963-9890-12-1 (2008)                                                                              |
| A holtak légiója (antológia)    | Legendák és Enigmák 1.        | Gáspár András (szerk.) | 1996               | ISBN 963-9039-04-7 |
| Árnyjáték                       | Beriquel-ciklus 2.            | Ryan Hawkwood          | 1996               | ISBN 963-9039-00-4 |
| Csepp és tenger                 | Tier nan Gorduin ciklus 1.    | Wayne Chapman          | 1996               | ISBN 963-9039-02-0 (1996) ISBN 963-87271-0-1 (2006) ISBN 978-615-5314-60-5 (2013)                                                                              |
| Jó széllel toroni partra        | –                             | Jan van den Boomen     | 1996               | ISBN 963-9007-04-8 (1996) ISBN 963-9238-38-4 (2001) |
| Kráni krónikák (antológia)      | Legendák és Enigmák 2.        | Kornya Zsolt (szerk.)  | 1996               | ISBN 963-9039-12-8 |
| A Fekete Dalnok                 | Tier nan Gorduin ciklus 1–3.  | Wayne Chapman          | 1997               | ISBN 963-9039-26-8 |
| Karnevál I. és II. kötet        | Tier nan Gorduin ciklus 4.    | Wayne Chapman          | 1997               | ISBN 963-9039-19-5 (1997) (I. kötet) ISBN 963-9039-20-9 (1997) (II. kötet) ISBN 963-86435-7-9 (2004) (egybekötött) ISBN 978-963-9890-63-3 (2010) (egybekötött) |
| Kyria örök (antológia)          | Legendák és Enigmák 3.        | Gáspár András (szerk.) | 1997               | ISBN 963-9039-24-1 |
| Renegátok – A kardok könyve     | –                             | W. Hamilton Green      | 1997               | ISBN 963-9039-23-3 |
| Erioni regék (antológia)        | Legendák és Enigmák 4.        | Gáspár András (szerk.) | 1998               | ISBN 963-9039-31-4 |
| Átkozott esküvések (antológia)  | Legendák és Enigmák 5.        | Gáspár András (szerk.) | 1998               | ISBN 963-9039-38-1 |
| Garmacor címere (novelláskötet) | Rudrig Ves Garmacor ciklus 1. | Wayne Chapman          | 1998               | ISBN 963-590-120-8 (1998) ISBN 978-963-86913-5-4 (2007) ISBN 978-963-9890-92-3 (2011)                                                                          |
| Morgena könnyei                 | Morgena ciklus 1.             | Jan van den Boomen     | 1998               | ISBN 963-85932-0-2 (1998) ISBN 978-963-9890-46-6 (2009) |
| Sárkányháború                   | A távoli világok sorozat 1.   | Roland Morgan          | 1998               | ISBN 963-9039-33-0 |
| Fekete vizek (novelláskötet)    | –                             | Jan van den Boomen     | 1999               | ISBN 963-9238-04-X (1999) ISBN 978-615-5161-04-9 (2011) |
| Hideg karok ölelése (antológia) | Legendák és Enigmák 6.        | Gáspár András (szerk.) | 1999               | ISBN 963-8353-86-4 |
| Keleti szél I. kötet            | Tier nan Gorduin ciklus 5.    | Wayne Chapman          | 1999               | ISBN 963-9238-05-8 (1999) ISBN 963-06-0160-5 (2006) |
| Mágikus vihar                   | A távoli világok sorozat 2.   | Roland Morgan          | 1999               | ISBN 963-85932-8-8 |
| Pokol                           | –                             | Raoul Renier           | 1999               | ISBN 963-85932-5-3 (1999) ISBN 963-229-842-X (2006) |
| A halál hét arca (antológia)    | Legendák és Enigmák 7.        | Gáspár András (szerk.) | 2000               | ISBN 963-9238-07-4 |
| Kék éjszakák árnyai             | Sianis ciklus 4.              | Alan O'Connor          | 2000               | ISBN 963-9238-20-1 (2000) ISBN 978-963-87672-7-1 (2008) |
| Sogron lángjai I. kötet         | Morgena ciklus 2.             | Jan van den Boomen     | 2000               | ISBN 963-9238-21-X |
| Sötét térítő                    | Airun Al-Marem ciklus 2.      | Ray O'Sullivan         | 2000               | ISBN 963-9238-16-3 (2000) ISBN 978-963-9890-10-7 (2009) |
| A vándorló dalnok               | Tier nan Gorduin ciklus 1.    | Wayne Chapman          | 2001               | ISBN 963-00-8636-0 |
| Holdak és vándorok (antológia)  | Legendák és Enigmák 1–3.      | Novák Csanád (szerk.)  | 2001               | ISBN 963-9238-39-2 |
| Hollóidők                       | Hollóidők sorozat 1.          | Alan O'Connor          | 2001               | ISBN 963-9238-33-3 |
| Homályhozó (antológia)          | Legendák és Enigmák 8.        | Novák Csanád (szerk.)  | 2001               | ISBN 963-9238-30-9 |
| A Tizedik                       | –                             | Peter McSky            | 2002               | ISBN 963-9238-50-3 |

#### További regények
| Cím                               | Sorozat                       | Szerző                     | Eredeti megjelenés | Kiadás(ok)                                                                           |
| --------------------------------- | ----------------------------- | -------------------------- | ------------------ | ------------------------------------------------------------------------------------ |
| Síró fém                          | Sianis ciklus 1.              | Alan O'Connor              | 2002               | ISBN 963-202-862-7                                                                   |
| A vas ideje                       | Hollóidők sorozat 2.          | Alan O'Connor              | 2003               | ISBN 963-212-355-7                                                                   |
| Bábjáték és más elbeszélések      | –                             | Eric van Dien              | 2003               | ISBN 963-212-283-6                                                                   |
| Fogadalom                         | Ősi vér 1.                    | Ian Russel                 | 2003               | ISBN 963-212-704-8                                                                   |
| Homokszem csupán…                 | –                             | Aalish D'mohlen            | 2003               | ISBN 963-210-326-2                                                                   |
| Por a porhoz                      | –                             | Keith Alanson              | 2003               | ISBN 963-212-633-5                                                                   |
| Ryeki tűz                         | Vinidis ciklus 1.             | Eric Crowe                 | 2003               | ISBN 963-206-792-4                                                                   |
| Gorviki pokol                     | Vinidis ciklus 2.             | Eric Crowe                 | 2003               | ISBN 963-212-702-1                                                                   |
| Hőseposz                          | –                             | John J. Sherwood           | 2004               | ISBN 963-86435-3-6 (2004) ISBN 978-963-3954-56-0 (2024-08-14, átdolgozott, javított) |
| Shajaran – Sorsvető               | –                             | Indira Myres               | 2004               | ISBN 963-86568-0-8                                                                   |
| Abbitkirálynő                     | –                             | John J. Sherwood           | 2005               | ISBN 963-86913-0-1                                                                   |
| Csillagvető                       | Sianis ciklus 2.              | Alan O'Connor              | 2005               | ISBN 963-86568-4-0 (2005) ISBN 978-963-9940-21-5 (2011)                              |
| Aquir gyűrű                       | Sianis ciklus 3.              | Alan O'Connor              | 2006               | ISBN 963-87271-1-X                                                                   |
| Godorai őrjárat                   | –                             | Eric van Dien              | 2006               | ISBN 963-87271-2-8                                                                   |
| Keleti szél II. kötet             | Tier nan Gorduin ciklus 6.    | Wayne Chapman              | 2006               | ISBN 963-06-0120-6                                                                   |
| Ranagol áldásával                 | –                             | Ian Russel–Harold Barouche | 2006               | ISBN 963-229-822-5                                                                   |
| Szellemtánc                       | Beriquel-ciklus 3.            | Ryan Hawkwood              | 2007               | ISBN 978-963-87271-7-6                                                               |
| Gorviki vér                       | –                             | Alan O'Connor              | 2008               | ISBN 978-963-88129-3-3                                                               |
| Uwel nevében                      | –                             | Eric van Dien              | 2008               | ISBN 978-963-9890-07-7                                                               |
| Della bábjai                      | –                             | Luis Saul                  | 2009               | ISBN 978-963-9940-08-6                                                               |
| Boszorkányhadúr                   | –                             | Luis Saul                  | 2010               | ISBN 978-963-9940-14-7                                                               |
| Ifini éjszakák I. kötet           | Ifini éjszakák 1.             | Boruzs Gergely Gábor       | 2010               | ISBN 978-963-9890-80-0                                                               |
| Százháború                        | –                             | John J. Sherwood           | 2010               | ISBN 978-963-9890-78-7                                                               |
| Tűzön, vízen, árnyékban           | –                             | Jan van den Boomen         | 2010               | ISBN 978-963-9890-74-9                                                               |
| Egyezség                          | –                             | Ian Russel                 | 2011               | ISBN 978-963-9940-22-2                                                               |
| Ifini éjszakák II. kötet          | Ifini éjszakák 2.             | Boruzs Gergely Gábor       | 2011               | ISBN 978-963-9890-95-4                                                               |
| Garmacor vére                     | Rudrig Ves Garmacor ciklus 2. | Wayne Chapman              | 2011               | ISBN 978-963-9890-91-6                                                               |
| Syburr csillaga                   | Shíl-Dasantes-legenda 1.      | Luis Saul                  | 2011               | ISBN 978-963-9940-25-3                                                               |
| Keleti szél I. és II. kötet       | Tier nan Gorduin ciklus 5–6.  | Wayne Chapman              | 2013               | ISBN 978-615-5314-36-0                                                               |
| A korona árnyékában I. kötet      | Ifini éjszakák 3.             | Boruzs Gergely Gábor       | 2013               | ISBN 978-615-5314-18-6                                                               |
| Bosszúangyal                      | –                             | Malcolm J. Hunt            | 2016               | ISBN 978-963-395-179-8                                                               |
| Kígyószív                         | –                             | Malcolm J. Hunt            | 2016               | ISBN 978-963-395-192-7                                                               |
| Ősi titkok láza, acélnak vihara   | –                             | Wayne Chapman              | 2018-06-07         | ISBN 978-963-395-256-6                                                               |
| Krán                              | –                             | Raoul Renier               | 2018-07-20         | ISBN 978-963-395-260-3                                                               |
| Szörnyek családja                 | –                             | Malcolm J. Hunt            | 2018-11-25         | ISBN 978-963-395-287-0                                                               |
| Tűnt napok aranya, élők dicsősége | –                             | Wayne Chapman              | 2020-04-30         | ISBN 978-963-395-331-0                                                               |
| Istenítélet                       | –                             | Jan van den Boomen         | 2020-12-22         | ISBN 978-963-3952-83-2                                                               |
| Homoki história                   | –                             | Malcolm J. Hunt            | 2022-02-22         | ISBN 978-963-395-375-4                                                               |
| Smaragdszilánkok                  | –                             | Weisz Attila               | 2025-06-09         | ISBN 978-963-395-483-6                                                               |

#### További antológiák
| Cím                                  | Sorozat                           | Szerkesztő              | Kiadás ideje | Kiadás                 |
| ------------------------------------ | --------------------------------- | ----------------------- | ------------ | ---------------------- |
| Anyrok alkonya                       | Novellák a Hatodkorból sorozat 1. | Pálinkás Imre           | 2003         | ISBN 963-210-209-6     |
| Hadak árja                           | Legendák és Enigmák 9.            | Pálinkás Imre           | 2003         | ISBN 963-212-398-0     |
| Lobogók hajnala                      | Novellák a Hatodkorból sorozat 2. | Pálinkás Imre           | 2003         | ISBN 963-210-564-8     |
| Hallgat az ég                        | Legendák és Enigmák 10.           | Mord Boglárka           | 2007         | ISBN 978-963-06-3830-2 |
| A fogadás                            | Bíborgyöngyök-trilógia 1.         | Kornya Zsolt            | 2008         | ISBN 978-963-9679-81-8 |
| A hit városa                         | Legendák és Enigmák 11.           | Borus Hella             | 2008         | ISBN 978-963-9890-04-6 |
| Alidax gyöngyei                      | Legendák és Enigmák               | Kornya Zsolt            | 2008         | ISBN 978-963-87672-3-3 |
| Gro-Ugon farkasai                    | Legendák és Enigmák               | Bayer Tibor             | 2008         | ISBN 978-963-86913-7-8 |
| A végzet masinériái                  | Legendák és Enigmák 12.           | Csaba Tamás             | 2009         | ISBN 978-963-9890-39-8 |
| Ármányok és álcák                    | Bíborgyöngyök-trilógia 2.         | Kornya Zsolt            | 2009         | ISBN 978-963-9890-47-3 |
| Orwella árnyéka                      | Legendák és Enigmák               | Pálinkás Imre           | 2009         | ISBN 978-963-9940-06-2 |
| Vihar Ibara felett                   | Manifesztációs háború sorozat 1.  | Gáspár András           | 2009         | ISBN 978-963-9890-48-0 |
| A számadás                           | Bíborgyöngyök-trilógia 3.         | Erdélyi István          | 2010         | ISBN 978-963-9890-70-1 |
| A világ közepe                       | Erion 1.                          | Galántai János          | 2010         | ISBN 978-963-9890-64-0 |
| Karr-Khazad kapui                    | Legendák és Enigmák 13.           | Csaba Tamás–Borus Hella | 2010         | ISBN 978-963-9890-56-5 |
| Kardok a ködben                      | Legendák és Enigmák 14.           | Gáspár András           | 2011         | ISBN 978-963-9679-97-9 |
| A kos és a kobra éve                 | Manifesztációs háború sorozat 2.  | Gáspár András           | 2012         | ISBN 978-615-5161-40-7 |
| A sötétség szíve                     | –                                 | Kornya Zsolt            | 2012         | ISBN 978-615-5161-75-9 |
| Merész álmok, sötét titkok I. kötet  | Merész álmok, sötét titkok 1.     | Erdélyi István          | 2014         | ISBN 978-963-395-027-2 |
| Merész álmok, sötét titkok II. kötet | Merész álmok, sötét titkok 2.     | Erdélyi István          | 2015         | ISBN 978-963-3950-31-9 |

#### További novelláskötetek
| Cím                                 | Sorozat                 | Szerző             | Kiadás ideje | Kiadás                 |
| ----------------------------------- | ----------------------- | ------------------ | ------------ | ---------------------- |
| A bárd és a démonok                 | Tier nan Gorduin ciklus | Wayne Chapman      | 2007         | ISBN 978-963-87271-9-0 |
| Kyr históriák                       | Kyr ciklus 1.           | Jan van den Boomen | 2007         | ISBN 978-963-87271-4-5 |
| Toroni krónikák                     | Kyr ciklus 2.           | Jan van den Boomen | 2007         | ISBN 978-963-87271-8-3 |
| Árnyak könyve                       | –                       | Raoul Renier       | 2011         | ISBN 978-615-5161-11-7 |
| Opálhajós                           | –                       | Jan van den Boomen | 2011         | ISBN 978-963-7041-05-1 |
| Halk szókkal, sötét húrokon         | –                       | Wayne Chapman      | 2013         | ISBN 978-615-5314-56-8 |
| Megkövült napvilág                  | –                       | Wayne Chapman      | 2013         | ISBN 978-615-5314-55-1 |
| Számoknak ideje                     | –                       | Jan van den Boomen | 2014         | ISBN 978-963-3950-30-2 |
| Ladyr árnyai                        | –                       | Jan van den Boomen | 2015         | ISBN 978-963-3951-05-7 |
| Sziréndal                           | –                       | Körtvélyes Ákos    | 2016         | ISBN 978-963-395-208-5 |
| Kőerdő, szellőkör és más történetek | –                       | Jan van den Boomen | 2018-12-03   | ISBN 978-963-3952-83-2 |
| Komisz mesék                        | –                       | John J. Sherwood   | 2021-09-13   | ISBN 978-963-395-368-6 |
| Darton tudja                        | –                       | Malcolm J. Hunt    | 2025-06-09   | ISBN 978-963-395-471-3 |

### További kiadványok

#### Kalandorkrónikák
A M.A.G.U.S. Kalandorkrónikák a Delta Vision kiadó által a M.A.G.U.S., avagy a kalandorok krónikája című szerepjátékhoz és annak világához (Ynevhez) megjelentetett sorozatok egyike, amely ún. „lapozgatós könyvekből” – interaktív játékra lehetőséget nyújtó játékkönyvekből – áll. Szerkesztője Igrain Reval.
A sorozatban a kiadó gondozásában eddig megjelent művek:
| Cím               | Sorozat             | Szerző        | Kiadás éve | Kiadás                 |
| ----------------- | ------------------- | ------------- | ---------- | ---------------------- |
| A Viharfaló titka | Kalandorkrónikák 1. | Indira Myles  | 2009       | ISBN 978-963-9890-49-7 |
| Kígyófészek       | Kalandorkrónikák 2. | Shane Carrson | 2010       | ISBN 978-963-9890-55-8 |
| A kincses térkép  | Kalandorkrónikák 3. | Nagy Dániel   | 2011       | ISBN 978-963-9890-75-6 |

#### Művészeti album
| Cím        | Sorozat | Szerző                        | Kiadás éve | Kiadás                 |
| ---------- | ------- | ----------------------------- | ---------- | ---------------------- |
| Szinergium | –       | Wayne Chapman–Meszlényi Péter | 2009       | ISBN 978-963-9890-57-2 |

### Rúna magazin
A Rúna fantasy & SF szerepjáték magazin 1994. februárjában jelent meg először. Fő profilja az azt megelőző évben megjelenő M.A.G.U.S. hibáinak javítása, kiegészítő anyagok, novellák megjelentetése. A magazin hasábjainak nagy részén a M.A.G.U.S.-é volt a főszerep, azonban minden esetben foglalkoztak más szerepjátékokkal (pl. Dungeons and Dragons) is. A magazin összesen 29. számot élt meg, valamint egy a Kiválasztottak kártyajátékkal foglalkozó különszámot.

## Külső hivatkozások
Hivatalos oldalak
- Delta Vision
- Tuan Kiadó
- Ynev.hu
- M.A.G.U.S. kártyajáték
- A M.A.G.U.S. szerepjáték központi weboldala

Rajongói oldalak
- Kalandozok.hu
- Enrawelli Tudástár
- Krónikák.hu
- Farkasodú
- M.A.G.U.S. Online RPG
- M.A.G.U.S. regények és novellák listája